# Thaddeus Lynch
Thaddeus Lynch (* 1901 im County Waterford; † 25. Oktober 1966 im County Waterford, Irland) war ein irischer Politiker der Fine Gael. Von 1954 bis 1966 war er Teachta Dála (Abgeordneter) im Dáil Éireann, dem irischen Unterhaus.

## Biografie
Lynch war Auktionator. Er versuchte bei der Nachwahl 1952 im Wahlkreis Waterford für die verstorbene Bridget Redmond, in den Dáil einzuziehen. Dabei hatte er jedoch keinen Erfolg. Er konnte aber bei  den Wahlen 1954 dann genügend Stimmen für einen Sitz im Dáil erringen. Diesen Sitz konnte er bei den Wahlen 1957, 1961 und 1965 verteidigen.
Lynch starb 1966 in seiner Amtszeit als Abgeordneter.
Er engagierte sich 1964 für den Erinnerungshain für den ermordeten John F. Kennedy in Wexford.

## Quelle
- Eintrag auf der Homepage des Oireachtas